# Apiocera contrasta
Apiocera contrasta är en tvåvingeart som beskrevs av Paramonov 1953. Apiocera contrasta ingår i släktet Apiocera och familjen svävflugor. Inga underarter finns listade i Catalogue of Life.